# Parc national de Komodo
Pour les articles homonymes, voir Komodo.

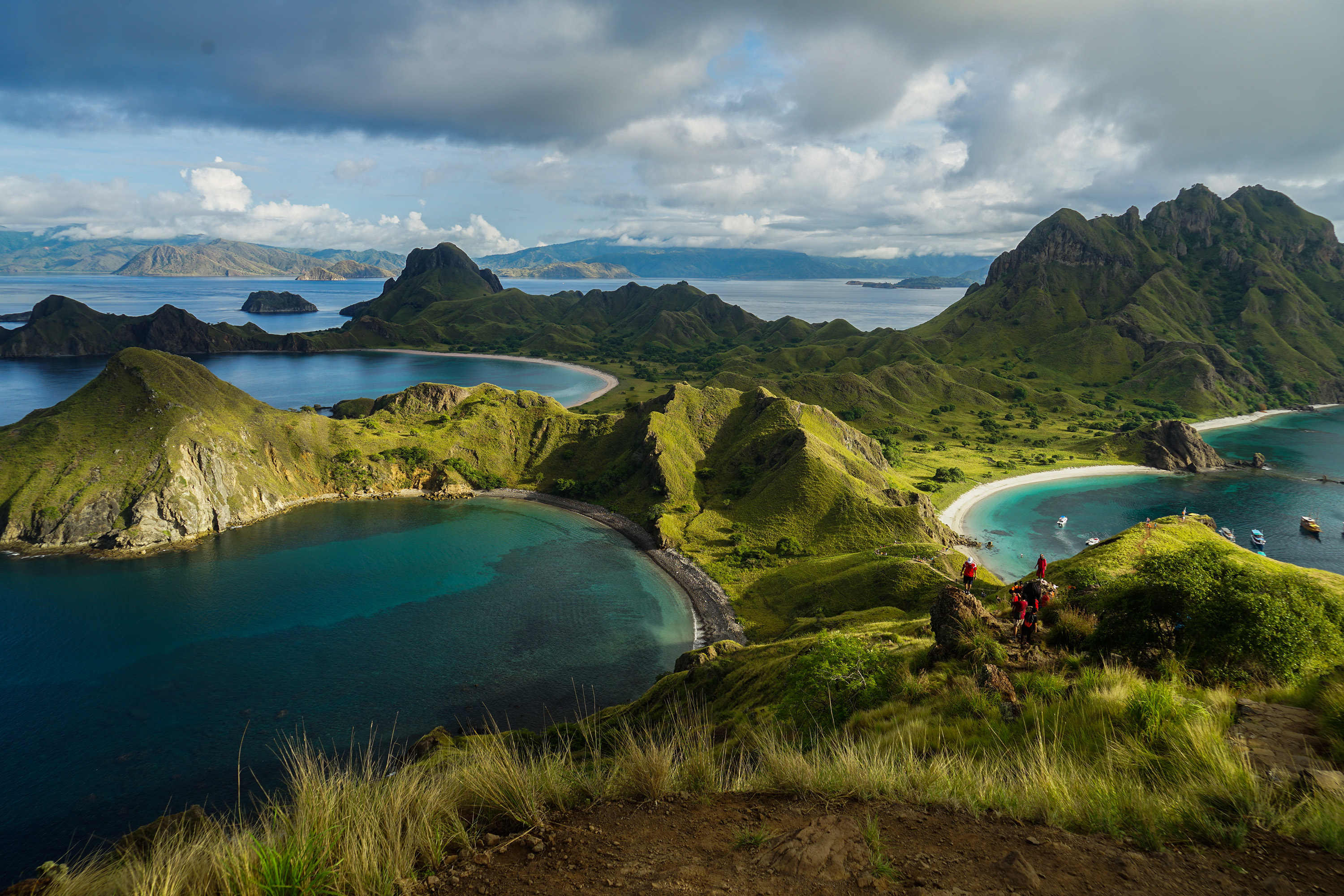
Montagnes et mers de l'ile Padar dans le parc national de Komodo. Mai 2019.

Le parc national de Komodo est un parc national situé en Indonésie, dans les Petites Îles de la Sonde, à la limite des provinces des petites îles de la Sonde occidentales et des petites îles de la Sonde orientales.
Le parc national comprend les trois grandes îles de Komodo, Rinca et Padar, ainsi que de nombreuses autres plus petites. La superficie totale du parc est de 1 817 km2, pour une superficie terrestre de 603 km2.
Le parc national a été créé en 1980, avec pour objectif de protéger le dragon de Komodo (Varanus komodoensis) et les cétacés. L'objectif a été élargi plus tard, vers une protection de la flore et de la faune de la région, y compris dans les zones maritimes.
Les îles du parc national sont d'origine volcanique et 4 000 personnes y habitent. En 1991, le parc a été inscrit sur la liste du patrimoine mondial et réserve de biosphère par l'UNESCO depuis 1977.